# 李广年
李广年（1921年—1998年），男，北京人，中国有机化学家，曾任中国化学会常务理事，中国科学院成都有机化学研究所所长。